# Malevil (film)
Malevil je francouzsko-německý postapokalyptický sci-fi film z roku 1981, který režíroval Christian de Chalonge podle stejnojmenného románu Roberta Merleho. Snímek měl světovou premiéru 13. května 1981.

## Děj
Je počátek 80. let 20. století, krásný slunečný den na konci léta v malé vesničce Malevil na jihozápadě Francie. U zdejšího vinaře se shromáždí ve sklepě starosta, lékárník, několik farmářů, obchodníků, stará babička a místní prosťáček. Chtějí debatovat o umístění pouliční lampy v jedné z ulic města. Náhle se ozve intenzivní a velmi dlouhá exploze a také prudká záře, která sálá pod vstupními dveřmi do sklepa. Extrémní hluk, značné horko, vlhko prosakující ze stěn a vařící se láhve vína všechny omámí.
Postupně se probírají z letargie a přemýšlejí nad světem, ze kterého nezůstalo téměř nic. Zdá se, že jaderné výbuchy zpustošily celý region, ne-li celou zemi.
Od té chvíle jsou nuceni čelit nové existenci tvořené izolací, vzájemnou pomocí, hledáním potravy a násilím.

## Obsazení
| Michel Serrault        | Emmanuel Comte |
| Jacques Dutronc        | Colin          |
| Jean-Louis Trintignant | Fulbert        |
| Jacques Villeret       | Momo           |
| Robert Dhéry           | Peyssou        |
| Hanns Zischler         | veterinář      |
| Pénélope Palmer        | Evelyne        |
| Jean Leuvrais          | Bouvreuil      |
| Emilie Lihou           | La Menou       |
| Jacqueline Parent      | Cathy          |
| Eduard Linkers         | Fabrelatre     |
| Marianik Revillon      | Emma           |
| Guy Saint-Jean         | četník         |
| Bernard Waver          | četník         |
| Reine Bartève          | Judith         |
| Michel Berto           | Bébé           |

## Ocenění
- César: nominace v kategorii nejlepší zvuk (Pierre Gamet)